# Oogvlekrifwachter
De Oogvlekrifwachter (Calloplesiops altivelis) is een straalvinnige vissensoort uit de familie van de rifwachters of rondkoppen (Plesiopidae). De wetenschappelijke naam van de soort werd voor het eerst geldig gepubliceerd in 1903 door Franz Steindachner.